# زاکسن (شهر اتریش)
ساکسن (به آلمانی: Saxen) یک منطقهٔ مسکونی در اتریش است که در ناحیه پرگ واقع شده‌است. ساکسن ۱۹ کیلومتر مربع مساحت دارد ۲۴۲ متر بالاتر از سطح دریا واقع شده‌است.